# سيما علي بابا (فلم)
سيما علي بابا هو فيلم مصري إنتاج عام 2011، بطولة أحمد مكي وإخراج أحمد الجندي ونوع الفيلم:خيالي، كوميدي، فانتازيا وهو يعد أول فيلم فانتازيا في مصر. تدور فكرة الفيلم حول سينما (علي بابا) حيث سينما الترسو الشهيرة في منطقة بولاق أبو العلا، والتي تعرض أكثر من فيلم بتذكرةٍ واحدة. والتي تقدم فيلمين هما:
- الفيلم الأول «حزلقوم في الفضاء» تعود فيه شخصية حزلئوم مرة ثانية (والتي ظهرت في فيلم لا تراجع ولا استسلام)، وتدور أحداثه في كوكب «ريفو» في الفضاء، حيث يختطف حزلقوم ويتم إجراء تجارب خيالية عليه.
- الفيلم الثاني «الديك في العشة» وتدور أحداثه في مزرعة يجسد مكي فيها شخصية ديك يعيش وسط حيوانات المزرعة، يحميهم من الذئاب والضباع التي تحاصر المزرعة، وتفرض اتاوات عليهم

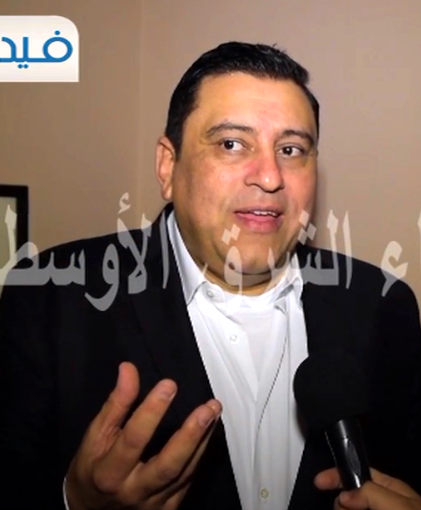
معتز الدمرداش في دور المذيع في برنامج حواري بالتليفزيون

## فريق العمل

### التمثيل
| - أحمد مكي.. حزلئوم / حبش / برابر - إيمي سمير غانم..بدارة - هشام إسماعيل..اوجمنتين / عشماوى - لطفي لبيب.. انتوسيد / الكلب ريكس - محمد شاهين..فولتارين / روبلجين / خضر - محمد سلام.. الارشيدوق / الفار سندق | - بدرية طلبة.. كريمة الارنبة - معتز الدمرداش.. بشخصيته - ماجد الكدواني.. أداء صوتى - شيماء عبد القادر.. شيتوكال كورتيزون - أحمد سعد.. جزر الارنب - بيومي فؤاد..سعد الجدي |

### إدارة
- تصوير: أحمد جبر
- مونتاج: وائل فرج
- جرافيكس: عطية امين
- الإنتاج: Bird Eye - الشركة العربية للانتاج والتوزيع السينمائئ
- الإخراج: أحمد الجندي

## الاستقبال
أرجع النجم أحمد مكي تراجع فيلمه الأخير «سيما علي بابا» لطبيعة أحداث الفيلم التي جاءت غريبة على المشاهد المصري.
وقال الفنان الشاب: «سيما علي بابا» فشل باعتباره نوعا جديد من «الفانتازيا» التي حرصنا على تقديمها بالأحداث.
وقال مكي إن الفيلم ربما يحقق نجاحا بعد أن يُعرض بالقنوات الفضائية، مثلما فعل فيلم «الحاسة السابعة»

## روابط خارجية
- مقالات تستعمل روابط فنية بلا صلة مع ويكي بيانات